# ディック・ヘクストール＝スミス
ディック・ヘクストール＝スミス（Dick Heckstall-Smith、1934年9月26日 - 2004年12月17日）は、イングランドのジャズとブルースのサクソフォーン奏者。
1968年に結成されたジャズ・ロック・バンドの草分け的存在である「コロシアム」のメンバーとして知られる。1960年代と1970年代の最も影響力のあるブリティッシュ・ブルースロックとフュージョン・バンドのいくつかと共演した。

## 略歴

### 初期
ヘクストール＝スミスはイングランドのシュロップシャー州ラドローにあるロイヤル・フリー病院で生まれ、ラドナーシャー州ナイトンで育ち、子供の頃にピアノ、クラリネット、アルト・サクソフォーンの演奏を学んだ。ヨークのボーディングスクールに通ったが、そこで2学期を拒否し、代わりに父親が地元のグラマースクールの校長職を引き受けたゴードンストウンに入学した。
15歳の頃、ダーティントンの時期にシドニー・ベシェの音に魅了されてソプラノ・サクソフォーンを演奏するようになった。その後、レスター・ヤングやテナー・サクソフォーン奏者でビバップ・ジャズ・マンのワーデル・グレイに大きな影響を受けた。ダーティントン・ホール・スクールで教育を修了した後、1953年からケンブリッジのシドニー・サセックス大学で農業を学びながら、大学のジャズバンドを共同で率いた。

### 音楽キャリア
ヘクストール＝スミスは、1950年代後半からロンドンのジャズ・シーンに積極的なメンバーとして関わっていった。1962年にアレクシス・コーナーの画期的なブルース・グループであるブルース・インコーポレイテッドに参加し、アルバム『R&B フロム・ザ・マーキー』をレコーディングした。1963年9月、彼はブルース・インコーポレイテッドのメンバーだったグレアム・ボンド（オルガン、サクソフォーン、ヴォーカル）が同年4月に結成したグレアム・ボンド・カルテットにジョン・マクラフリン（ギター）に代わって加入し、グレアム・ボンド・オーガニゼーションの創設メンバーとなった。
1967年、ジョン・メイオール（ギター、ヴォーカル）が率いるブルースロック・バンドであるブルースブレイカーズに加入した。ジャズ寄りとなった同バンドにはジョン・ハイズマン（ドラムス）、トニー・リーヴス（ベース）、そして2年後にローリング・ストーンズへ加入するミック・テイラー（ギター）も在籍していた。彼等は1968年にアルバム『ベア・ワイヤーズ』をリリースした。

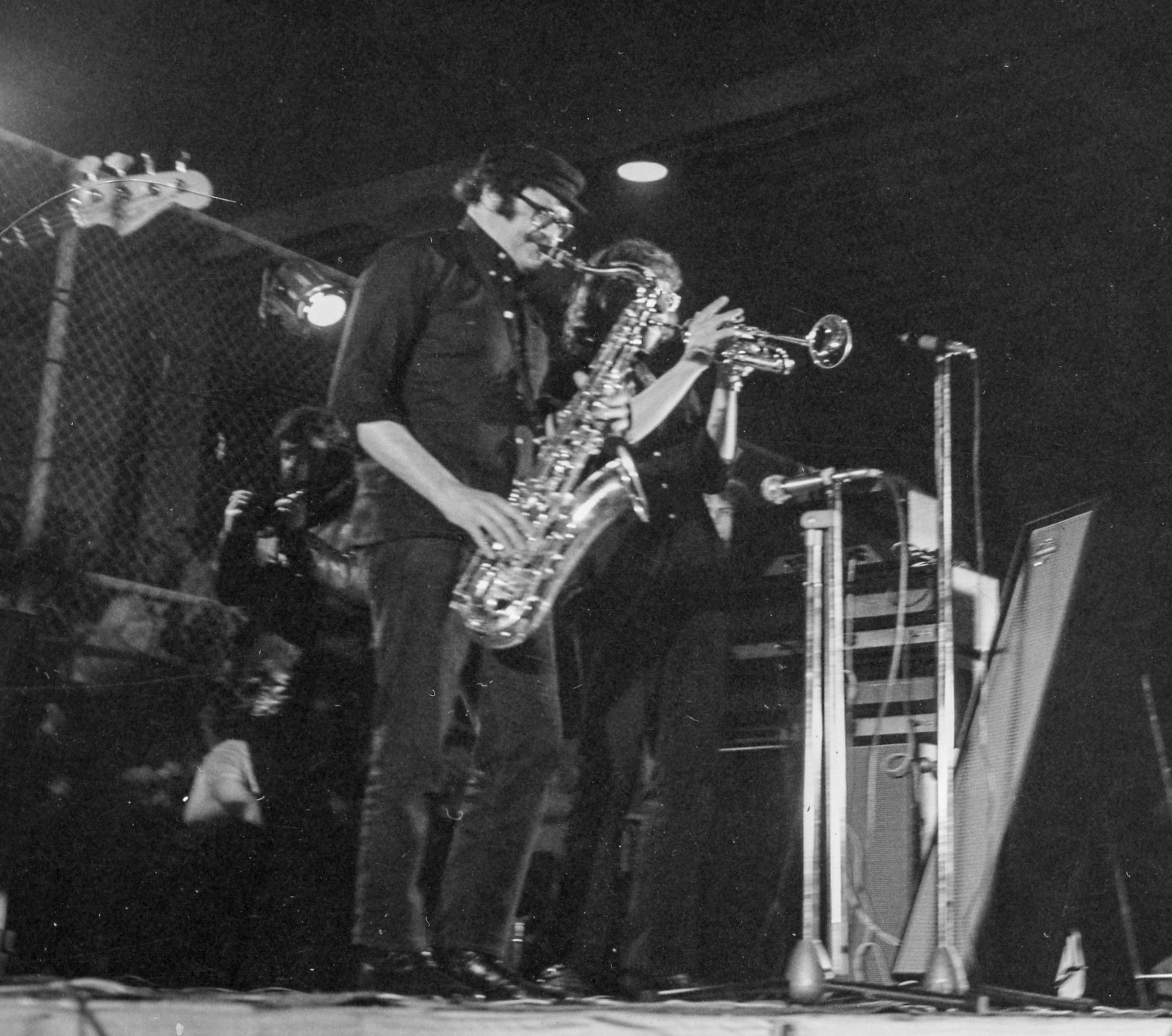
1970年5月にドイツのデュッセルドルフで開催された合同ミーティング・フェスティバルでのディック・ヘクストール＝スミスとコロシアム

1968年から1971年までハイズマン、リーヴスと共に、イギリスの先駆的なジャズ・ロック・バンドであるコロシアムのメンバーとして活動した。
コロシアムは彼に、2本のサクソフォーンを同時に演奏しながら作曲と楽器演奏の妙技を披露する機会を与えた。
コロシアムは1971年10月に解散し、ヘクストール＝スミスはソロ・アルバムをレコーディングしたほか、マンチャイルド、スウィート・ペイン、ビッグ・チーフ、タフ・テナーズ、ザ・フェイマス・ブルースブラスターズ、メインスクィーズ、DHSSなどの様々なフュージョン・ユニットでフロント・マンを務め、演奏した。これらの集団の多くに共通するコラボレーション・ミュージシャンには、ヴィクター・ブロックス、キース・ティルマン、ハープ奏者でサヴォイ・ブラウンの創設メンバーであるジョン・オラーリーがいる。
1980年代には自ら結成したエレクトリック・ドリームというバンドで、南アフリカのパーカッショニストであるジュリアン・バウラとも共演した。1983年から1986年までは、ジョン・ジェームス（ギター）、デイヴ・ムーア（キーボード）と共に3スペースのメンバーを務めた。ムーアはメインスクィーズで仲間だったメンバーであり、クリス・ビリングス（ベース）、ポール・ハリス（キーボード）と1度、ツアーを行った。彼は3スペースでテナーとソプラノの他に、バリトン・サクソフォーンも演奏した。1984年、機知に富んだ回想録『The Safest Place in the World』を発表した。
1990年代には、オリジナル・ラインナップによるコロシアムの再結成に参加したほか、勤勉なハンブルク・ブルース・バンドで演奏した。
2001年、メイオール、ブルース、テイラー、元ブルースブレイカーズでフリートウッド・マックのギタリストだったピーター・グリーンと再会して、オールスター・プロジェクト『Blues and Beyond』を録音した。
2004年、『The Safest Place in the World』の増補版が『Blowing the Blues』と改題されて出版された。同年、彼は急性肝不全により70歳で亡くなった。

## ディスコグラフィ

### アルバム
- 『ソリッド・ボンド』 - Solid Bond (1970年、Warner Bros.) ※with グレアム・ボンド・オーガニゼーション
- 『ア・ストーリー・エンディッド』 - A Story Ended (1972年、Bronze)
- Woza Nasu (1991年、Aura)
- Live 1990 (1991年、L+R) ※with ジョン・エサリッジ、レイナー・グラス、ジョー・ネイ
- Where One Is (1991年)
- Celtic Steppes (1995年、Twentythree)
- This That (1995年、Atonal) ※with ジャック・ブルース、ジョン・スティーヴンス
- Bird in Widnes (1995年、Konnex) ※with ジョン・スティーヴンス
- On the Corner/Mingus in Newcastle (1998年、33 Jazz)
- Obsession Fees (1998年、R&M (Germany)) ※with ジョン・エサリッジ・グループ
- Blues and Beyond (2001年)

## 書誌
- The Safest Place in the World: A Personal History of British Rhythm and Blues (Quartet, 1984, ISBN 978-0704326965)
- Blowing the Blues: Fifty Years Playing the British Blues, with Pete Grant (Clear Books, 2004, ISBN 978-1904555049)